# Bowers & Wilkins

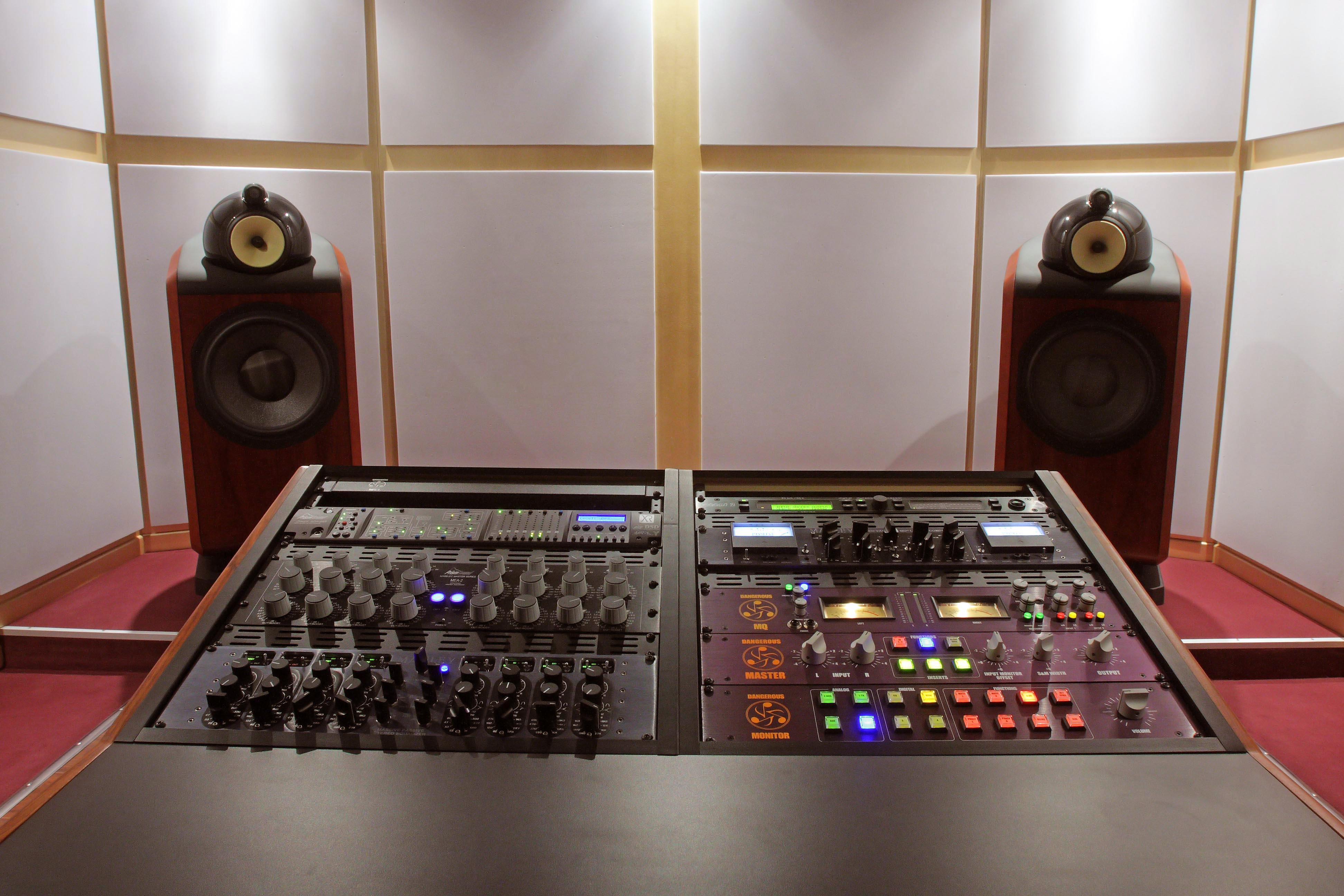
スタジオ前方に B&W 801D

Bowers & Wilkins （バウワース アンド ウィルキンス）およびB&Wは、イギリスの企業B&W Group Ltdによって製造される高級スピーカーブランドである。カーオーディオも製造している。
1966年にB&W Electronicsとして設立され、スピーカーコーンにケブラー素材を当初から使用したメーカーである。1979年に初代M801を発表。以来28年にわたり最先端音響解析によるスピーカーを提供しつづけている。
日本では日本マランツ（マランツ コンシューマー マーケティング）が英国本社から輸入して販売を行っている。